# BLACKPINK
BLACKPINK(블랙핑크, 일본어: ブラックピンク)는 2016년 8월 8일에 데뷔한 대한민국의 YG 엔터테인먼트 소속 4인조 다국적 걸 그룹이다. YG 엔터테인먼트 소속 아티스트들 중 처음으로 리더가 없는 그룹으로, 구성원 네 명이 친구처럼 지낸다. 팬 클럽 이름은 Blink(블링크)다.

## 활동

### 2016: 데뷔,SQUARE ONE,SQUARE TWO
8월 8일 오후 3시, 블랙핑크는 강남구 도산대로 모스 스튜디오에서 데뷔 기념 쇼케이스를 열고 싱글 앨범 'SQUARE ONE'과 수록곡인 '붐바야'와 '휘파람'의 뮤직비디오를 대중에 공개하여 대중의 인기를 끌었다. 같은 날 오후 8시, 데뷔 음원을 공개한 지 네 시간 만에 신곡 '휘파람'이 대한민국 내 전 음원 순위에서 1위를 하는 저력을 발휘하였으며, 8월 14일 SBS 인기가요를 통하여 방송에 데뷔했다. 타이틀 곡 '휘파람'으로 8월 21일 SBS 인기가요에서 데뷔 2주 만에 1위를 차지해 미쓰에이의 "Bad Girl, Good Girl"이 기록한 걸그룹 역대 데뷔 최단기간 1위 기록을 갈아 치웠다. 이후 '휘파람'은 2016년 8월 가온차트 디지털, 다운로드, 스트리밍, 모바일차트 등 정상에 오르며 4관왕을 달성했다.
11월 1일, 두 번째 싱글 앨범인 'SQUARE TWO'의 발매와 함께 수록곡 '불장난'과 'STAY'의 뮤직비디오를 공개를 하며 인기를 끌었다.11월 6일 인기가요에서 '불장난', 'STAY'의 첫 무대를 선보였다. '불장난'은 11월 27일과 12월 4일 2주 연속으로 SBS 인기가요에서 1위를 차지했다.

### 2017:마지막처럼,일본진출

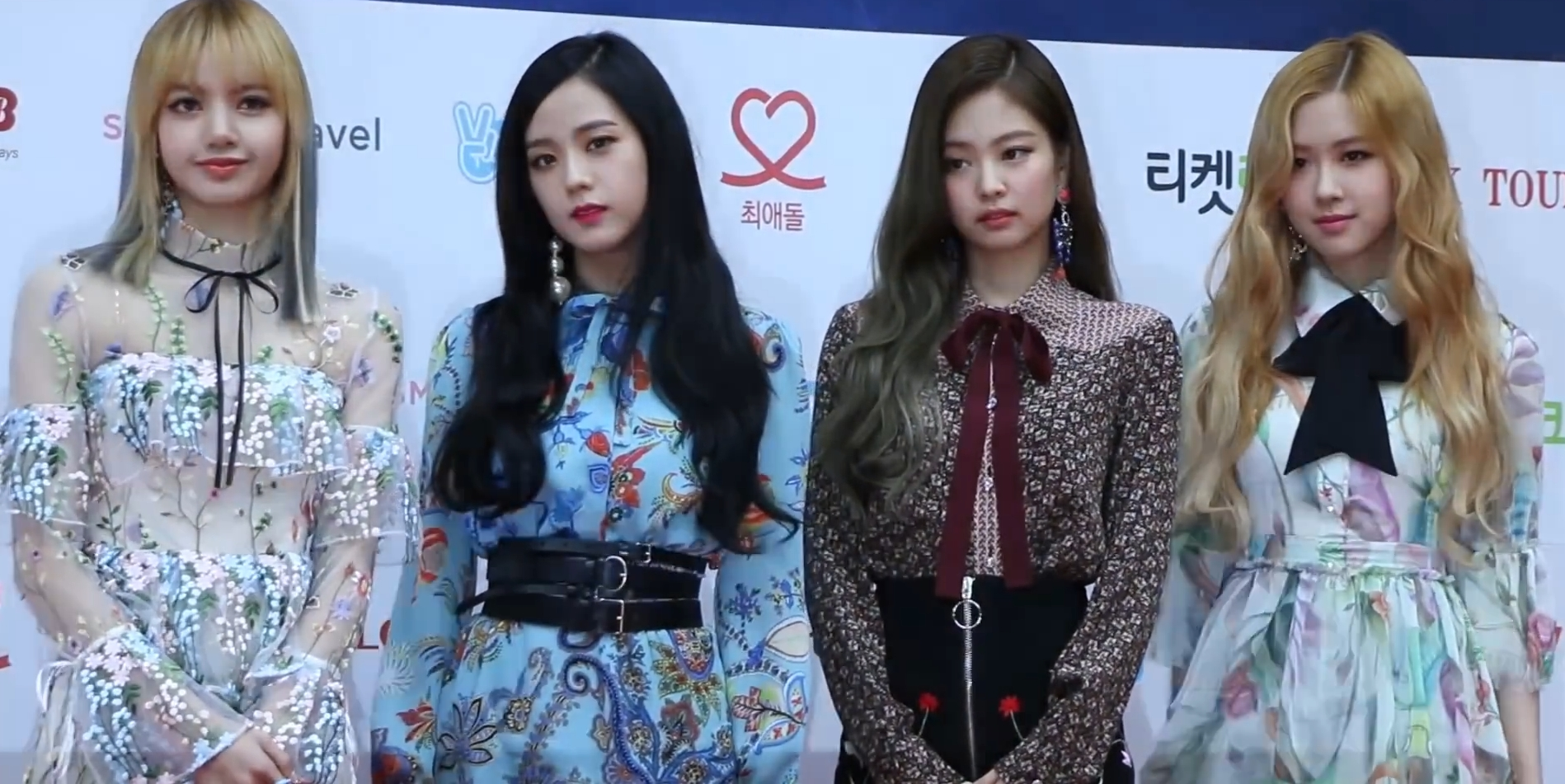
2017 골든 디스크 레드카펫에서 블랙핑크

2017년 1월 31일 '붐바야'의 뮤직비디오 공개 177일 만에 1억 뷰를 기록하였다. 4월 11일엔 '불장난'의 뮤직비디오의 조회수가 1억 뷰를 기록했고, 4월 15일엔 '휘파람'의 뮤직비디오 조회수가 1억 1천 뷰를 기록했다. 블랙핑크는 데뷔 이후 8개월만에 최단 기록으로 1억 뷰를 기록한 뮤직비디오 3개를 보유하게 되었다.
5월 17일 YG 엔터테인먼트는 블랙핑크의 일본 데뷔를 공식 확정하고, 7월 20일 일본 부도칸에서 데뷔 쇼케이스를 하고, 8월 9일에 데뷔 앨범을 발매한다고 밝혔다.
6월 22일 싱글 음반 '마지막처럼'으로 컴백하였다. SBS 인기가요(人氣歌謠)에서 트리플크라운을 달성했으며, 7월 23일 SBS 인기가요 출연을 시작으로 여름 스페셜 버전으로 한 달간 활동을 연장하였다. 8월 8일 '마지막처럼'의 뮤직비디오 조회수가 공개 10일 7시간 18분 만에 1억 뷰를 기록하였다.
7월 20일 일본무도관(日本武道館, 일본어:  부도칸[*])에서 첫 데뷔 발표회를 가졌다. '붐바야', '불장난', '휘파람', 'STAY', '마지막처럼' 5곡을 일본어 버전으로 공연하였다.
8월 27일 도쿄 아지노모토 스타디움에서 열린 '에이네이션' 오프닝 무대를 장식했다. 8월 30일 일본 데뷔 앨범 'BLACKPINK'를 발매했다.

### 2018:Re:Blackpink,SQUARE UP,SOLO

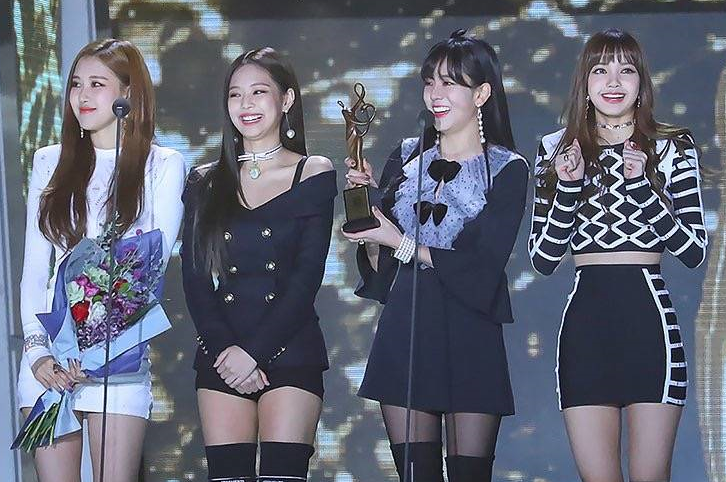
2018년 1월 25일 서울가요대상에서 블랙핑크

2018년 3월 28일 일본 데뷔 앨범 'BLACKPINK'의 리패키지 앨범 'Re: BLACKPINK'를 발매했다. 이후, 6월 15일 첫 미니 앨범인 'SQUARE UP'을 발매하였다. 데뷔한 이후 싱글만 발매했던 블랙핑크에게 이번 미니 앨범은 첫 번째 실물 앨범이 되었다. 타이틀 곡 '뚜두뚜두'의 뮤직비디오 조회수는 공개 24시간 만에 가장 많은 조회수를 기록한 뮤직비디오 역대 2위에 올랐다. 공개 27시간만에 4천만 뷰를 기록 했으며, 10일만에 1억 뷰를 기록했다. 33일만에 2억 뷰를 달성하였다.
6월 26일, 앨범 'SQUARE UP'은 빌보드 200에서 40위, 타이틀 곡 '뚜두뚜두'는 빌보드 핫 100에서 55위로 진입하는 한국 걸그룹 최초의 기록을 세웠다.
한국에서는 걸 그룹 최초 24시간 음원 이용자수 100만명을 돌파했으며 가온 역사상 처음 월간 지수 3억을 넘어서는 기록을 달성했다. 또한 뚜두뚜두 (DDU-DU DDU-DU)는 2018년 갤럽조사 올해의 노래 1위를 하였다.
2018년 7월 24일부터 'ARENA TOUR 2018'가 열렸고, 11월 10일, 11일 서울을 시작으로 'BLACKPINK IN YOUR AREA' 월드투어 콘서트가 진행되었다.
11월 12일에 제니의 솔로곡 'SOLO'가 발매됐으며 연이어 성공을 거두었다.

### 2019:KILL THIS LOVE
2019년 1월 13일 뚜두뚜두 (DDU-DU DDU-DU) 유튜브 뮤직 비디오 조회수가 6억 뷰를 돌파하였다. 이는 대한민국 걸 그룹 역사상 최초의 기록이다. 2019년 4월 5일, 두 번째 미니앨범 'KILL THIS LOVE'로 컴백했다. 2019년 4월 12일부터 미국 월드투어를 진행하였다. 
4월 16일 'Kill This Love' 뮤직비디오 유튜브 조회 수가 2억 뷰를 넘었다. 전 세계 모든 가수를 포함해서는 역대 네 번째 성적이다.

### 2020:How You Like That,Ice Cream,THE ALBUM
5월 29일에 발매된 레이디 가가의 새로운 앨범 Chromatica의 수록곡 Sour Candy라는 곡을 함께 작업하였다. 블랙핑크와 함께한 Sour Candy는 국내 걸 그룹이 이룬 빌보드 최고 순위로 빌보드 33위에 진입하였고, 국내 걸 그룹 최초로 영국 오피셜 차트에 17위에 진입하였다.
올해 첫 정규 앨범 발매를 하였으며, 그 전에 두 개의 선공개 싱글을 발매하였다. 2020년 6월 26일 1년 2개월만에 첫 번째 선공개 곡 'How You Like That'이라는 곡으로 컴백을 하였다. 같은 날 NBC 《더 투나잇 쇼》를 통해 'How You Like That'의 무대를 최초로 공개했다. How You Like That 뮤직비디오는 지난 26일 오후 6시 공개된지 32시간 만에 1억 뷰를 돌파하였으며, 스포티파이 차트서 K-POP 최고 순위인 2위를 기록했다. 또한 K-POP 걸 그룹 최초로 빌보드 33위에 진입했다.
두 번째 선공개 곡이자 콜라보레이션 곡인 'Ice Cream'은 셀레나 고메즈와의 전격 콜라보로, 2020년 8월 28일에 발매되었다. 빌보드 핫 100에서 13위에올라 K-POP 걸 그룹 역대 최고 순위를 경신했다.
2020년 10월 2일 정규 데뷔 앨범 'THE ALBUM'으로 컴백했다. 10월 4일 블랙핑크의 유튜브 구독자 수가 5000만을 돌파했다. 이는 한국 유튜브 채널 최초의 기록이다. K-POP 걸 그룹 최초 앨범 발매 첫 주 빌보드 200 2위로 진입했다. 이후 3주 동안 10권내에 머무르며 총 26주간 차트인했다. 또한 K-POP 걸 그룹 최초 빌보드 아티스트100 1위에 오른다. 앨범 판매고는 걸그룹 처음으로 100만장을 돌파했으며 여자 가수 중 역대 가장 많은 130만장이 팔려나갔다.
2020년 10월 14일, 넷플릭스 다큐멘터리 영화 《블랙핑크: 세상을 밝혀라》가 공개되었다.

### 2021:R,일본 THE ALBUM,LALISA
2월에 '뚜두뚜두(DDU-DU DDU-DU)'의 뮤직비디오가 K-POP 남녀 그룹 역사상 최초로 15억 뷰를 기록하였다. 3월 12일에 로제의 첫 솔로 앨범인 'R'이 발매되었고, 국내 여자 솔로 아티스트 첫 번째로 하프 밀리언 셀러를 기록했다. 로제의 솔로 앨범 'R'은 예약 판매 기간 동안 50만장이 넘는 선주문량을 기록해 돌풍을 예고했었다. 실제 'R' 음반은 44만 장 이상의 초동 판매량을 나타내 여성 솔로 아티스트로서 보기 드문 존재감을 뽐냈다. 당시 빌보드 핫 100에서 70위에 진입하며 여자 솔로 아티스트 최고 기록을 경신했다. 'R'의 타이틀곡 'On The Ground'는 미국을 비롯해 총 51개국 아이튠즈 톱 송 차트 정상을 밟았으며, 미국 빌보드 글로벌 200과 글로벌 유튜브 송 차트서 1위를 기록했다. 또한 세계 최대 음원 스트리밍 플랫폼 스포티파이 글로벌 톱50 차트에서도 8위를 기록한 뒤 톱10에 안착했다. 이어 영국 오피셜 차트 싱글 톱100에 43위로 진입하였다. 7월 8일 뚜두뚜두 (DDU-DU DDU-DU) 유튜브 뮤직 비디오 조회수가 16억 뷰를 돌파하였고, 당시 K-POP 그룹 역사상 최초의 기록이었다. 8월 3일 일본에서 첫 정규 앨범 'THE ALBUM'이 발매되었다. 9월 10일 리사의 첫 솔로 음반인 'LALISA'가 발매되었고, 뮤직비디오는 아이돌 솔로 최단 기간 1억뷰를 돌파하였다.

### 2022:Pink Venom,BORN PINK
8월 19일, 정규 2집의 선공개 곡 'Pink Venom'이 발매되었다. 9월 16일, 정규 2집 'BORN PINK'로 컴백하였다. 정규 2집의 타이틀 곡은 'Shut Down'이다.

### 2023:ME
3월 31일 지수의 첫 솔로 음반인 'ME'가 발매되었고 초동이 약 117만장의 판매고를 올리며 기존 리사의 싱글 초동을 넘어서 역대 여자 솔로 아티스트 초동 1위 를 기록하였다.

### 2025:뛰어,DEADLINE
7월 4일부터 6일까지는 서울 콘서트를 시작으로 해외 투어를 진행한다.
7월 11일 디지털 싱글 '뛰어'를 발매하며 11월 미니 3집 'DEADLINE'로 컴백한다.

## 구성원
| 이름 | 소개 |
| ---- | --- |
| 지수 | - 본명 : 김지수(金智秀) - 생년월일 : 1995년 1월 3일(30세) - 출생지 : 대한민국 경기도 군포시 산본동 - 학력 : 과천중앙고등학교(중퇴) |
| 제니 | - 본명 : 김제니 - 생년월일 : 1996년 1월 16일(29세) - 출생지 : 대한민국 서울특별시 강남구 청담동                                    |
| 로제 | - 본명 : 로젠 박(Roseanne Park) , 박채영(朴彩英) - 생년월일 : 1997년 2월 11일(28세) - 출생지 : 뉴질랜드 오클랜드                   |
| 리사 | - 본명 : 라리사 마노반 (태국어: ลลิษา มโนบาล) - 생년월일 : 1997년 3월 27일(28세) - 출생지 : 태국 부리람 주                          |

## 논란

### 뮤직비디오 간호사 복장 논란
2020년 10월 2일 공개된 'Lovesick Girls' 뮤직 비디오의 1분 32초 부분에 제니가 치마, 하이힐, 원피스 등 간호사복을 입은 장면이 포함돼 논란이 되었다. SNS 에서는 관련 해시태그가 확산되었고, 전국보건의료산업노동조합도 10월 5일 “헤어캡, 치마, 하이힐 등은 현재 간호사의 복장과는 심각하게 동떨어졌으나 코스튬이라고 하며 기존 전형적 성적 코드를 그대로 답습한 복장”이라고 말했다. 또 “블랙핑크의 신곡이 각종 글로벌 차트 상위에 랭크되고 있는 지금, 그 인기와 영향력에 걸맞은 YG의 대처를 촉구한다"고 말했다. 이에 대해 YG 엔터테인먼트 측은 특정한 의도는 없었다고 밝히면서, "왜곡된 시선이 쏟아지는 것에 우려를 표한다"라고 말했다. 또 해당 장면의 편집과 관련해 깊은 논의 중에 있다고 밝혔다. 결국 7일, YG엔터테인먼트 간호사 유니폼이 들어간 모든 장면을 삭제한다고 밝혔다.